# Stora Sundby, Nynäshamns kommun
Stora Sundby är en småort i Sorunda socken i Nynäshamns kommun i Stockholms län. Stora Sundby ligger i söder om Sorunda utmed länsväg 225.